# サービス貿易
サービス貿易（サービスぼうえき）とは経済学用語の一つ。これは従来より行われている財の取引という形式の貿易とは異なる形式の貿易である。これは自国の運輸や通信や保険や金融などといったサービスを他の国が利用するという形で提供しているということである。財の貿易が行われる場合と関連して、サービス貿易が行われている。近年は移動の手間を省くために、相手国内に拠点を置いた上で営業を行うという形のサービス貿易が行われるようになっている。弁護士、会計士、保険、証券などの海外進出がこの例である。これは企業による取引に留まらず、個人が海外旅行に行った場合に、外国資本の経営するホテルに宿泊したり、外国資本の飲食店で食事をしたならば、その個人はサービス貿易を行ってサービスを受けているといえる。
2014年に台湾で発生した台湾学生による立法院占拠というのは、中華民国と中華人民共和国の間で締結される「海峡両岸サービス貿易協定」に抗議することを目的として実施されている事柄である。